# 604 (szám)
A 604 (római számmal: DCIV) egy természetes szám. Nontóciens szám.

## A szám a matematikában
A tízes számrendszerbeli 604-es a kettes számrendszerben 1001011100, a nyolcas számrendszerben 1134, a tizenhatos számrendszerben 25C alakban írható fel.
A 604 páros szám, összetett szám, kanonikus alakban a 22 · 1511 szorzattal, normálalakban a 6,04 · 102 szorzattal írható fel. Hat osztója van a természetes számok halmazán, ezek növekvő sorrendben: 1, 2, 4, 151, 302 és 604.
A 604 négyzete 364 816, köbe 220 348 864, négyzetgyöke 24,57641, köbgyöke 8,45303, reciproka 0,0016556. A 604 egység sugarú kör kerülete 3795,04393 egység, területe 1 146 103,266 területegység; a 604 egység sugarú gömb térfogata 922 995 163,2 térfogategység.